# Гуйянский международный финансовый центр
Гуйянский международный финансовый центр (Guiyang International Financial Center или Guiyang IFC) — многофункциональный высотный комплекс, расположенный в деловом центре китайского города Гуйян (провинция Гуйчжоу).
Комплекс Международного финансового центра построен в 2020 году в стиле модернизма рядом со станцией метро Financial City и Международным выставочным центром Гуйяна. В состав комплекса общей площадью 373 тыс. м² входят две высотные башни и свыше 5,9 тыс. парковочных мест. Архитекторами выступили фирма Super Geometry Architects и Архитектурный институт Южно-китайского технологического университета (Гуанчжоу), застройщиками — компании China Construction Fourth Engineering и Shanghai Construction Group, владельцем является компания Zhongtian Finance.  
- Башня № 1 (401 м) имеет 79 наземных и 5 подземных этажей, занятых офисами и гостиничными номерами пятизвёздочного отеля. В башне имеются 53 лифта, 397 гостиничных номеров и свыше 4 тыс. парковочных мест, площадь здания — 199 377 м². По состоянию на 2020 год башня № 1 являлась самым высоким зданием города[2][3][4].
- Башня № 2 (275 м) имеет 54 наземных и 5 подземных этажей, занятых офисами. В башне имеются 25 лифтов и свыше 1,8 тыс. парковочных мест, площадь здания — 91 237 м². По состоянию на 2020 год башня № 2 являлась четвёртым по высоте зданием города[5][6][7].